# Sierra Gorda (Chili)
Pour les articles homonymes, voir Sierra Gorda.
Sierra Gorda est une commune du Chili de la province d'Antofagasta, elle-même située dans la région d'Antofagasta. En 2016, sa population s'élevait à 3 151 habitants. La superficie de la commune est de 12 886 km² (densité de 0,2).

## Situation
La commune se trouve dans le nord du Chili au milieu du désert de l'Atacama à mi-distance de la capitale régionale Antofagasta et de la ville de Calama. La population de la commune se répartit entre deux villages Sierra Gorda et Baquedano. Plusieurs gisements de phosphates exploités au XXe siècle ont été abandonnés lorsque la production par un processus chimique a rendu ces gisements non compétitifs. Il reste de nombreuses installations en ruines dont certaines sont classées monuments historiques.

## Galerie

Édifices classés monuments historiques
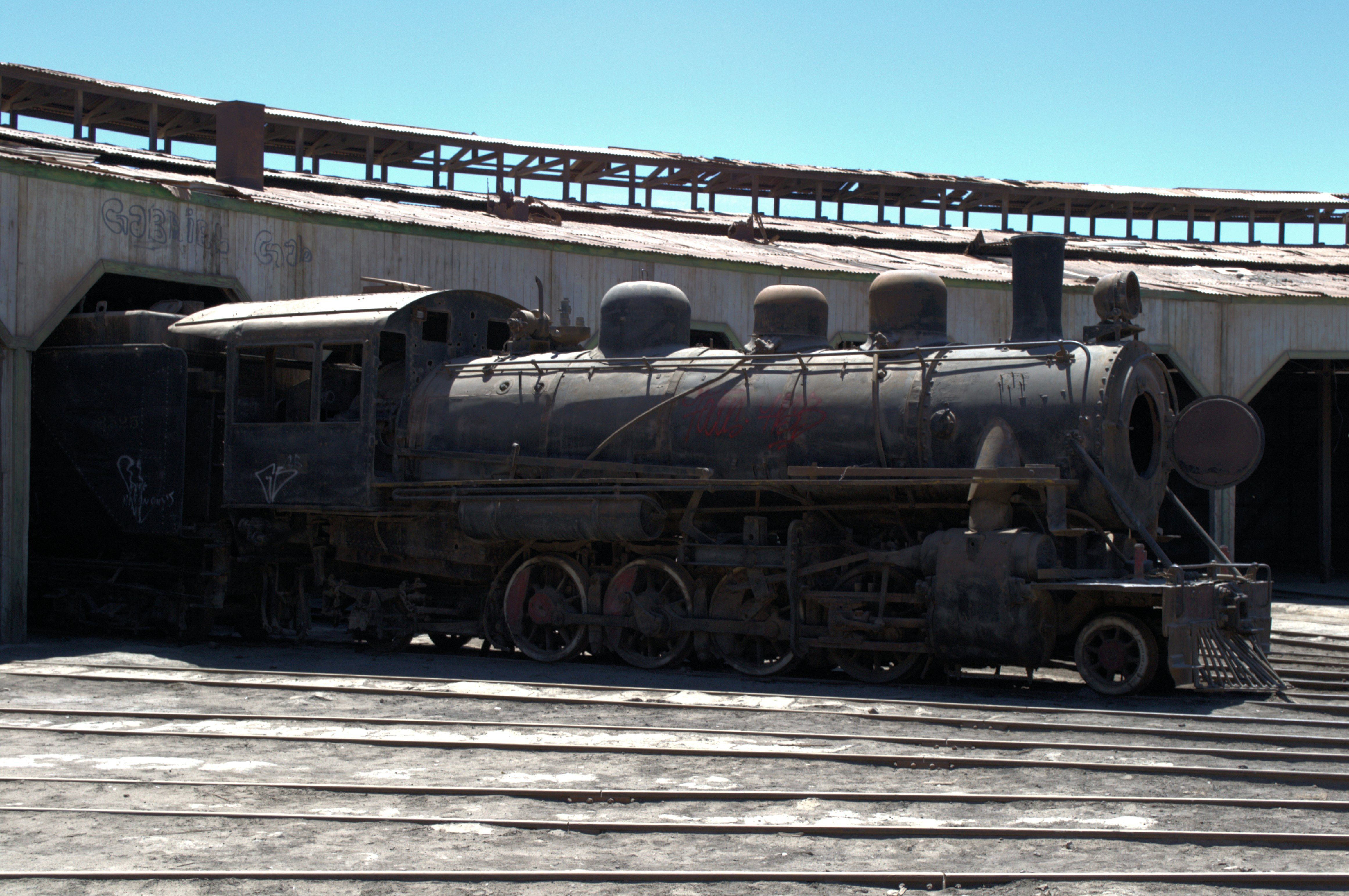
Le village de Baquedano comprend une rotonde ferroviaire désaffectée de la compagnie ferroviaire Ferrocarril de Antofagasta a Bolivia qui abrite d'anciennes locomotives à vapeur et qui est classée monument historique.
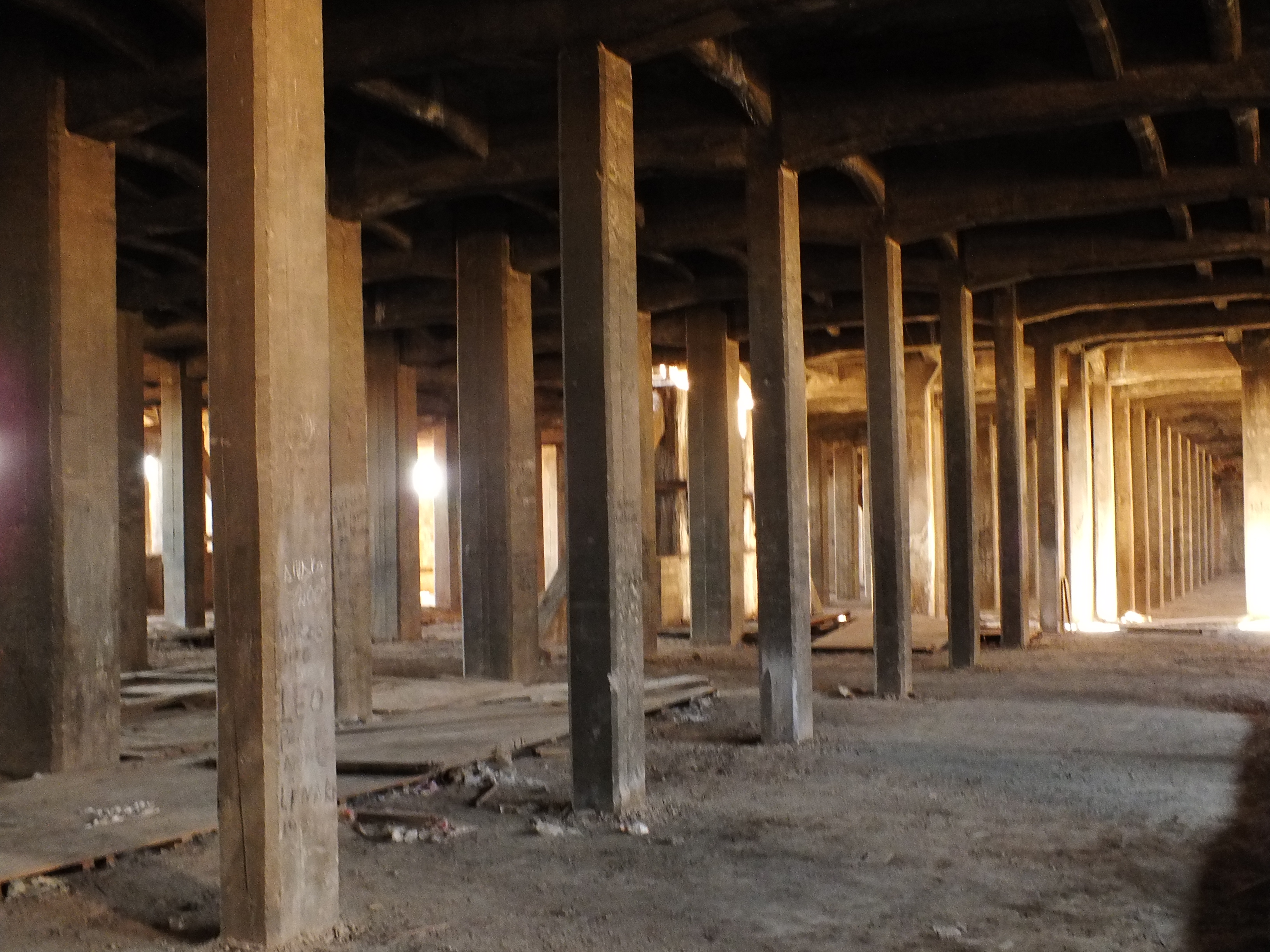
Bâtiment abandonné de l'établissement de Chacabuco lié à l'exploitation des gisements de nitrate
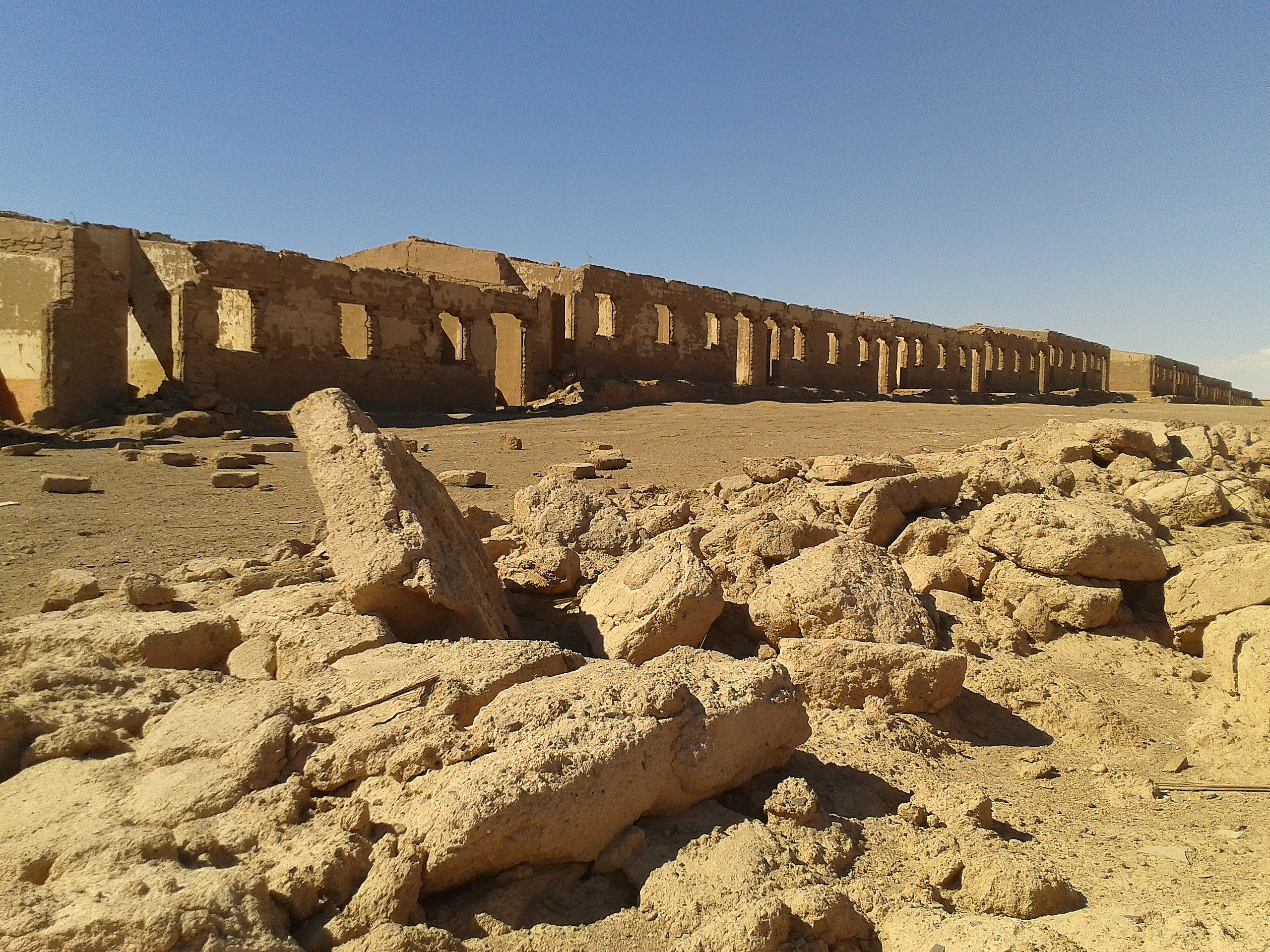
Autre site abandonné lié à l'exploitation du nitrate à Puelma.